# Birgit Schilling
Birgit Schilling (* 13. Januar 1966 in Schrobenhausen) ist eine deutsche Badmintonspielerin. 

## Karriere
Birgit Schilling gewann im Nachwuchsbereich zahlreiche Medaillen bei deutschen, süddeutschen und bayrischen Meisterschaften. 1986 erkämpfte sie sich ihre erste Medaille bei den deutschen Einzelmeisterschaften. 1990 wurde sie deutsche Mannschaftsmeisterin mit dem SV Fortuna Regensburg. Weiteres Edelmetall gewann sie 1987, 1988, 1989 und 1991.

## Sportliche Erfolge
| Saison    | Veranstaltung                       | Disziplin   | Platz | Name |
| --------- | ----------------------------------- | ----------- | ----- | --- |
| 1977/1978 | Bayerische Einzelmeisterschaft U16  | Dameneinzel | 1     | Birgit Schilling (MTV Schrobenhausen) |
| 1979/1980 | Bayerische Einzelmeisterschaft U14  | Dameneinzel | 1     | Birgit Schilling (MTV Schrobenhausen) |
| 1979/1980 | Deutsche Einzelmeisterschaft U14    | Dameneinzel | 1     | Birgit Schilling (SV Fortuna Regensburg)                                                                                                 |
| 1979/1980 | Deutsche Einzelmeisterschaft U14    | Damendoppel | 2     | Birgit Schilling / Cornelia Munz (MTV Schrobenhausen / TuS Raubling)                                                                     |
| 1979/1980 | Bayerische Einzelmeisterschaft U14  | Damendoppel | 1     | Birgit Schilling / Cornelia Munz (MTV Schrobenhausen / TuS Raubling)                                                                     |
| 1979/1980 | Süddeutsche Einzelmeisterschaft U14 | Damendoppel | 1     | Birgit Schilling / Cornelia Munz (MTV Schrobenhausen / TuS Raubling)                                                                     |
| 1980/1981 | Deutsche Einzelmeisterschaft U16    | Damendoppel | 1     | Birgit Schilling / Cornelia Munz (DJK Ingolstadt / TuS Wiebelskirchen)                                                                   |
| 1980/1981 | Bayerische Einzelmeisterschaft U16  | Damendoppel | 1     | Birgit Schilling / Cornelia Munz (DJK Ingolstadt)                                                                                        |
| 1980/1981 | Süddeutsche Einzelmeisterschaft U16 | Mixed       | 1     | Roland Kümmel / Birgit Schilling TSV Eningen / DJK Ingolstadt                                                                            |
| 1980/1981 | Süddeutsche Einzelmeisterschaft U16 | Dameneinzel | 1     | Birgit Schilling (DJK Ingolstadt) |
| 1980/1981 | Süddeutsche Einzelmeisterschaft U16 | Damendoppel | 1     | Birgit Schilling / Cornelia Munz (DJK Ingolstadt / TuS Raubling)                                                                         |
| 1980/1981 | Bayerische Einzelmeisterschaft U16  | Dameneinzel | 1     | Birgit Schilling (DJK Ingolstadt) |
| 1981/1982 | Bayerische Einzelmeisterschaft U16  | Dameneinzel | 1     | Birgit Schilling (SV Fortuna Regensburg)                                                                                                 |
| 1981/1982 | Bayerische Einzelmeisterschaft U16  | Damendoppel | 1     | Birgit Schilling / Cornelia Munz (SV Fortuna Regensburg / TuS Prien)                                                                     |
| 1981/1982 | Süddeutsche Einzelmeisterschaft U16 | Damendoppel | 1     | Birgit Schilling / Heike Hallof (SV Fortuna Regensburg)                                                                                  |
| 1981/1982 | Süddeutsche Einzelmeisterschaft U16 | Dameneinzel | 1     | Birgit Schilling (SV Fortuna Regensburg)                                                                                                 |
| 1982/1983 | Süddeutsche Einzelmeisterschaft     | Dameneinzel | 1     | Birgit Schilling (SV Fortuna Regensburg)                                                                                                 |
| 1982/1983 | Bayerische Einzelmeisterschaft      | Dameneinzel | 1     | Birgit Schilling (SV Fortuna Regensburg)                                                                                                 |
| 1982/1983 | Bayerische Einzelmeisterschaft      | Damendoppel | 1     | Birgit Schilling / Sabine Schilling (SV Fortuna Regensburg / MTV Schrobenhausen)                                                         |
| 1982/1983 | Bayerische Einzelmeisterschaft U22  | Dameneinzel | 1     | Birgit Schilling (SV Fortuna Regensburg)                                                                                                 |
| 1982/1983 | Deutsche Einzelmeisterschaft U18    | Damendoppel | 1     | Katrin Schmidt / Birgit Schilling (1. PBC Neustadt / SV Fortuna Regensburg)                                                              |
| 1982/1983 | Bayerische Einzelmeisterschaft U18  | Dameneinzel | 1     | Birgit Schilling (SV Fortuna Regensburg)                                                                                                 |
| 1982/1983 | Süddeutsche Einzelmeisterschaft U18 | Damendoppel | 1     | Sonja Krüger / Birgit Schilling PSV Würzburg / (SV Fortuna Regensburg)                                                                   |
| 1982/1983 | Deutsche Einzelmeisterschaft U18    | Dameneinzel | 1     | Birgit Schilling (SV Fortuna Regensburg)                                                                                                 |
| 1982/1983 | Bayerische Einzelmeisterschaft U18  | Damendoppel | 1     | Sonja Krüger / Birgit Schilling (PSV Würzburg / SV Fortuna Regensburg)                                                                   |
| 1983/1984 | Bayerische Einzelmeisterschaft      | Dameneinzel | 1     | Birgit Schilling (SV Fortuna Regensburg)                                                                                                 |
| 1983/1984 | Süddeutsche Einzelmeisterschaft U18 | Dameneinzel | 1     | Birgit Schilling (SV Fortuna Regensburg)                                                                                                 |
| 1983/1984 | Bayerische Einzelmeisterschaft U18  | Dameneinzel | 1     | Birgit Schilling (SV Fortuna Regensburg)                                                                                                 |
| 1983/1984 | Süddeutsche Einzelmeisterschaft U18 | Damendoppel | 1     | Birgit Schilling / Heike Hallof (SV Fortuna Regensburg)                                                                                  |
| 1983/1984 | Süddeutsche Einzelmeisterschaft     | Dameneinzel | 1     | Birgit Schilling (SV Fortuna Regensburg)                                                                                                 |
| 1983/1984 | Bayerische Einzelmeisterschaft U22  | Dameneinzel | 1     | Birgit Schilling (SV Fortuna Regensburg)                                                                                                 |
| 1983/1984 | Bayerische Einzelmeisterschaft U22  | Damendoppel | 1     | Birgit Schilling / Sabine Schilling (SV Fortuna Regensburg)                                                                              |
| 1983/1984 | Bayerische Einzelmeisterschaft U18  | Damendoppel | 1     | Birgit Schilling / Heike Hallof (SV Fortuna Regensburg)                                                                                  |
| 1983/1984 | Deutsche Einzelmeisterschaft U18    | Dameneinzel | 1     | Birgit Schilling (SV Fortuna Regensburg)                                                                                                 |
| 1984/1985 | Bayerische Einzelmeisterschaft      | Damendoppel | 1     | Birgit Schilling / Sabine Schilling (SV Fortuna Regensburg)                                                                              |
| 1984/1985 | Deutsche Einzelmeisterschaft U22    | Mixed       | 2     | Michael Horneber (SV Siemens Nürnberg) / Birgit Schilling (Fortuna Regensburg)                                                           |
| 1984/1985 | Süddeutsche Einzelmeisterschaft U22 | Dameneinzel | 1     | Birgit Schilling (SV Fortuna Regensburg)                                                                                                 |
| 1984/1985 | Süddeutsche Einzelmeisterschaft     | Dameneinzel | 1     | Birgit Schilling (SV Fortuna Regensburg)                                                                                                 |
| 1984/1985 | Deutsche Einzelmeisterschaft U22    | Dameneinzel | 1     | Birgit Schilling (SV Fortuna Regensburg)                                                                                                 |
| 1984/1985 | Deutsche Einzelmeisterschaft U22    | Damendoppel | 1     | Birgit Schilling / Cathrin Hoppe-Hofmann (SV Fortuna Regensburg / VfL Wolfsburg)                                                         |
| 1984/1985 | Süddeutsche Einzelmeisterschaft U22 | Damendoppel | 1     | Birgit Schilling / Elke Drews (SV Fortuna Regensburg / ESV Weil)                                                                         |
| 1984/1985 | Bayerische Einzelmeisterschaft      | Dameneinzel | 1     | Birgit Schilling (SV Fortuna Regensburg)                                                                                                 |
| 1985/1986 | Deutsche Einzelmeisterschaft U22    | Dameneinzel | 1     | Birgit Schilling (SV Fortuna Regensburg)                                                                                                 |
| 1985/1986 | Bayerische Einzelmeisterschaft      | Damendoppel | 1     | Birgit Schilling / Sabine Schilling (SV Fortuna Regensburg)                                                                              |
| 1985/1986 | Bayerische Einzelmeisterschaft      | Dameneinzel | 1     | Birgit Schilling (SV Fortuna Regensburg)                                                                                                 |
| 1985/1986 | Süddeutsche Einzelmeisterschaft U22 | Dameneinzel | 1     | Birgit Schilling (SV Fortuna Regensburg)                                                                                                 |
| 1985/1986 | Süddeutsche Einzelmeisterschaft U22 | Mixed       | 1     | Michael Horneber / Birgit Schilling (SV Fortuna Regensburg)                                                                              |
| 1985/1986 | Deutsche Einzelmeisterschaft        | Dameneinzel | 3     | Birgit Schilling (Fortuna Regensburg) |
| 1986/1987 | Bayerische Einzelmeisterschaft      | Dameneinzel | 1     | Birgit Schilling (SV Fortuna Regensburg)                                                                                                 |
| 1986/1987 | Deutsche Einzelmeisterschaft U22    | Damendoppel | 1     | Katrin Schmidt / Birgit Schilling (TuS Wiebelskirchen / SV Fortuna Regensburg)                                                           |
| 1986/1987 | Deutsche Einzelmeisterschaft        | Dameneinzel | 3     | Birgit Schilling (Fortuna Regensburg) |
| 1989/1990 | Bayerische Einzelmeisterschaft      | Damendoppel | 1     | Birgit Schilling / C. Lanzinger (SV Fortuna Regensburg / PSV Rosenheim)                                                                  |
| 1989/1990 | Bayerische Einzelmeisterschaft      | Dameneinzel | 1     | Birgit Schilling (SV Fortuna Regensburg)                                                                                                 |
| 1989/1990 | Deutsche Mannschaftsmeisterschaft   | Mannschaft  | 1     | SV Fortuna Regensburg (Markus Keck, Gerhard Treitinger, Michael Keck, Michael Deuerling, Anne-Katrin Seid, Elke Drews, Birgit Schilling) |
| 1990/1991 | Bayerische Einzelmeisterschaft      | Damendoppel | 1     | Birgit Schilling / C. Lanzinger (SV Fortuna Regensburg / PSV Rosenheim)                                                                  |
| 1990/1991 | Bayerische Einzelmeisterschaft      | Dameneinzel | 1     | Birgit Schilling (SV Fortuna Regensburg)                                                                                                 |
| 1990/1991 | Bayerische Einzelmeisterschaft      | Mixed       | 1     | Michael Keck / Birgit Schilling (SV Fortuna Regensburg)                                                                                  |
| 1990/1991 | Süddeutsche Einzelmeisterschaft     | Dameneinzel | 1     | Birgit Schilling (SV Fortuna Regensburg)                                                                                                 |
| 1991/1992 | Bayerische Einzelmeisterschaft      | Dameneinzel | 1     | Birgit Schilling (PSV Rosenheim) |
| 1991/1992 | Bayerische Einzelmeisterschaft      | Damendoppel | 1     | Birgit Schilling / C. Lanzinger (PSV Rosenheim)                                                                                          |
| 1992/1993 | Bayerische Einzelmeisterschaft      | Mixed       | 1     | Markus Keck / Birgit Schilling (SV Fortuna Regensburg)                                                                                   |
| 1992/1993 | Bayerische Einzelmeisterschaft      | Dameneinzel | 1     | Birgit Schilling (SV Fortuna Regensburg)                                                                                                 |